# Catherine Hogg Blair
Catherine Hogg Blair, geborene Shields (* 8. Januar 1872 in Byres Farm, Bathgate, West Lothian; † 18. November 1946 in North Berwick, East Lothian), war eine schottisch-britische Suffragette, Friedensrichterin (Magistrate) und Gründerin des Scottish Women’s Rural Institutes, später Scottish Women’s Institutes. Blair war eine leidenschaftliche Kämpferin und Sprecherin der Landfrauen, die sich mit aller Kraft für die Interessen der Frauen einsetzte. Blair war Mitglied der Women’s Social and Political Union. Sie war zudem eine geschickte Töpferin und gründete das Mak'Merry Pottery Studio in Macmerry in East Lothian.

## Leben
Blair wurde als eines von sechs Kindern von Susan Jemima Hogg und James Shields geboren. Blair besuchte die Bathgate Academy. Die Familie Shields zog auf die Dolphingstone Farm, in der Nähe von Tranent. Sie lernte Thomas Blair, einen Landwirt, kennen und heiratete ihn 1894. Das Paar zog auf die Hoprig Mains Farm in der Nähe von Gladsmuir, East Lothian, und bekam vier Kinder.
Blair war ein aktives Mitglied der Women’s Social and Political Union (WSPU), leitete lokale Versammlungen und schrieb an die Presse. Obwohl sie eine Verfechterin von militanten Methoden war, nahm sie wegen ihrer jungen Familie nicht an militanten Protesten teil. Ihr Ehemann Thomas Blair unterstützte ihre Aktivitäten. Aus Protest gegen die Behandlung der Frauenwahlrechtsfrage durch die liberale Regierung legte er den stellvertretenden Vorsitz der örtlichen Liberal Party nieder. Blair war mit einer anderen Suffragette, Agnes Henderson Brown, befreundet, die ebenfalls im ländlichen Raum und für die Scottish Women’s Rural Institutes (SWRI) arbeitete.
Blair richtete ihre Farm als geheime Zuflucht für schottische Suffragetten ein, die aufgrund des sogenannten Cat and Mouse Acts temporär zur Erholung und späteren Wiederverhaftung aus dem Gefängnis entlassen worden waren. Blair unterstützte einige dieser Frauen auf ihrem Hof und ermöglichte ihnen auch, sich vor den Behörden zu verstecken.
Um dagegen zu protestieren, dass sie bei der Volkszählung von 1911 nur als „Ehefrau“ von Thomas Blair erfasst wurde, zog sie mit ihren Kindern in eine nahe gelegene Scheune, so dass sie im Volkszählungsformular als eigenständige Person aufgeführt werden musste. Blairs Aktionen waren Teil eines umfassenderen Boykotts der Volkszählung von 1911, der von den Suffragetten-Organisationen initiiert worden war.
1917 erkannte Blair die Notwendigkeit einer schottischen Beteiligung an der aufkommenden, aus Kanada stammenden Bewegung der Women’s Institutes (lokal organisierte Vereinigungen zur Unterstützung der Frauen) und gründete daraufhin das Scottish Women’s Rural Institute (SWRI). Das erste SWRI-Treffen fand in Longniddry, East Lothian, statt, und Margaret Robertson Watt aus Kanada war dabei und 37 Frauen wurden Mitglieder. Das SWRI bot Frauen auf dem Lande die Möglichkeit, neue soziale Netze zu knüpfen und ihre Fähigkeiten untereinander auszutauschen, dabei aber – was Blair sehr am Herzen lag – die Bindung an ihr häusliches Leben zu erhalten.
Blair hatte von Anfang an vorgeschlagen, dass sich das SWRI nicht auf r„ein häusliche Angelegenheiten beschränken“ sollte, sondern dass die Organisation den Landfrauen die Möglichkeit geben sollte, ihre Sorgen über das Leben auf dem Lande zu äußern, wobei das Thema Wohnen ein „wichtiges Gesprächsthema“ sein sollte. Nach ihrer Meinung hänge Entwicklung von der Landwirtschaft ab, und diese wiederum „in hohem Maße“ von besseren Wohn- und Sozialbedingungen. Blair war an dem 1919 vom Scottish Board of Agriculture in Auftrag gegebenen Memorandum über ländliches Wohnen beteiligt, das die Erfahrungen von Frauen mit dem Wohnen im gesamten ländlichen Schottland erfassen sollte. Das Board forderte die Mitglieder des SWRI auf, Wohnbedürfnisse und Prioritäten zu formulieren. Außerdem wurde Blair vom Secretary of State for Scotland Robert Munro in das Women’s Committee des Local Government Board von 1918 berufen, das sich unter dem Vorsitz von Helen Kerr mit der Planung von Häusern für die Arbeiterschaft befasste.
Blair initiierte eine erfolgreiche Töpferwerkstatt Mak’Merry, die den Scottish Women’s Rural Institutes angeschlossen war. Blair war der Meinung, dass die Herstellung von Töpferwaren für Frauen eine Möglichkeit war, unabhängiger zu werden, sich künstlerisch auszudrücken und gleichzeitig Geld in einer ländlichen Wirtschaft hinzu zu verdienen. Bei Blairs Tod im Jahr 1946 wurde in ihrem Nachruf darauf hingewiesen, dass es in Amerika einen etablierten Markt für ihre Töpferwaren gab. Sie half auch bei der Gründung der Lothian Home Arts Guild of Craftswomen.
Im Jahr 1921 wurde sie zur Friedensrichterin ernannt.
1940 wurde Blairs Geschichte des SWRI unter dem Titel Rural Journey: A History of the S.W.R.I. From Cradle to Majority veröffentlicht, die die Errungenschaften und Ziele der Organisation seit ihrer Gründung im Jahr 1917 zusammenfasste.
Blair starb 1946 in North Berwick.
Im Jahr 2021 war Catherine Hogg Blair Teil eines Spielkartensets mit dem Titel Scotland's Suffragette Trumps, das als Teil eines Bildungspakets an 100 schottische Schulen verteilt wurde.